# At-Tall (dystrykt)
At-Tall (arab. منطقة التل) – jedna z 10 jednostek administracyjnych drugiego rzędu (dystrykt) muhafazy Damaszek w Syrii. Jest położona w południowej części kraju. Graniczy od wschodu z dystryktami Duma i Al-Kutrajfa, od południa z muhafazą Damaszek-Miasto, od zachodu z dystryktami Kadsijja i Az-Zabadani, a od północy z Libanem i z dystryktem Jabrud.
W 2004 roku dystrykt zamieszkiwało 115 937 osób.